# Hasenbergl (metropolitana di Monaco di Baviera)
Hasenbergl è una stazione della metropolitana di Monaco di Baviera, inaugurata il 26 ottobre 1996.
È servita dalla linea U2, ed ha due binari.